# Neoleptoneta delicata
Neoleptoneta delicata là một loài nhện trong họ Leptonetidae.
Loài này thuộc chi Neoleptoneta. Neoleptoneta delicata được Willis J. Gertsch miêu tả năm 1971.